# Меріл Стріп

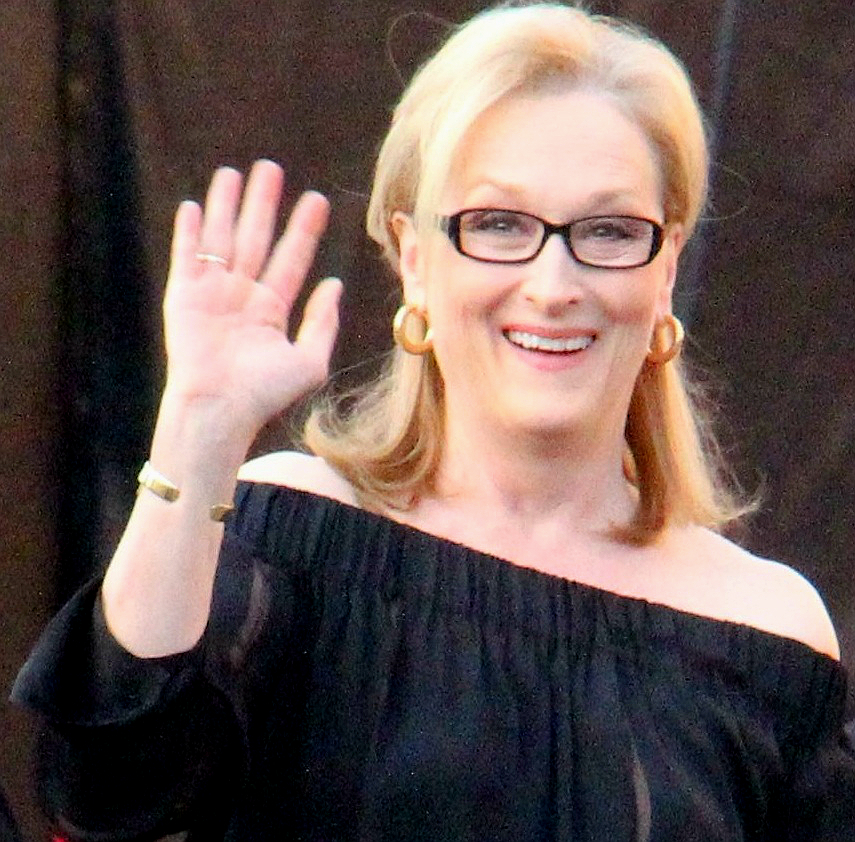
Меріл Стріп, 2014 рік

Ме́рі Луї́з «Ме́ріл» Стріп (англ. Mary Louise "Meryl" Streep; нар. 22 червня 1949) — американська акторка театру, кіно, телебачення, озвучення, продюсерка кіно та телебачення, співачка. Вважається однією з найкращих кіноакторок сучасності.

## Життєпис
Мері Луїз Стріп народилася 22 червня 1949 року в Самміті (штат Нью-Джерсі). Батько, Гаррі Вільям Стріп-молодший, — менеджер фармацевтичної компанії, мати Мері Вульф — художниця. Мала двох братів — Дена і Гаррі. Родина належала до пресвітеріанської церкви, предки матері мали швейцарське, ірландське і британське громадянства, батька — нідерландське, його далекі предки були сефардами.
Все дитинство Меріл провела в боро Бернардсвілль, штат Нью-Джерсі, де навчалась у Вищій школі Бернардс. 1971 року Стріп здобула ступінь бакалавра мистецтв за спеціалізацією «драма» в коледжі Вассар, де її викладачкою недовгий час була акторка Джин Артур, і впродовж чверті за обміном навчалася в Дартмутському коледжі. Згодом здобула ще й ступінь магістра образотворчого мистецтва в Єльській школі драми. Під час навчання тут Стріп втілювала різноманітних персонажок у місцевому театральному гуртку: від манірної Олени в шекспірівському «Сні в літню ніч» до 80-річної бабусі у виставі за п'єсою Крістофера Дюранга і Альберта Іннаурато «Ідіот Карамазов».
Меріл Стріп була заручена з актором Джоном Казале від 1976 року до його смерті від раку легень у березні 1978-го.
У 1978 році одружилася зі скульптором Доном Гаммером, народила чотирьох дітей: Генрі «Генка» Вулфа Гаммера (13 листопада 1979), Мемі Гаммер (3 серпня 1983), Грейс Гаммер (9 травня 1986) і Луїзу Джекобсон Гаммер (12 червня 1991). Мемі і Грейс стали акторками, Генк — музикантом під ім'ям Генрі Вулф.
На питання, чи дотримується Стріп релігії, відповіла: «Я не дотримуюся ніякої доктрини. Я не належу до церкви, храму, синагоги або ашраму. Але я не виключаю можливості існування Бога. У мене є відчуття того, що я повинна робити світ кращим. Звідки ж воно взялося?».

## Кар'єра

### Початок акторської кар'єри і перший «Оскар»
Стріп розпочала кар'єру на сцені у 1971 році у п'єсі «Плейбой із Севільї». Після закінчення Єльської школи драми Стріп переїхала до Нью-Йорка, де грала в різних театральних виставах, у тому числі в тих, що демонструвалися на Нью-Йоркському шекспірівському фестивалі — спектаклях «Генріх V», «Приборкання норовливої» з Раулем Хулією в головній ролі та «Міра за міру», де партнерами Стріп були Сем Уотерстон і Джон Казале, з яким у акторки незабаром почались стосунки. 1975 року Стріп не пройшла кастинг на головну жіночу роль у фільмі «Кінг-Конг». Продюсер Діно де Лаурентіс, обговорюючи Стріп зі своїм сином італійською, сказав: «Навіщо ти надіслав мені цю свиню? Ця жінка настільки потворна…» і був шокований, коли акторка відповіла йому тією ж мовою: «Мені дуже шкода, що я розчарувала вас».
1977 року Меріл Стріп вперше з'явилася у повнометражному фільмі — мелодрамі Фреда Циннеманна «Джулія», в якій виконала невелику роль Енн-Марі поряд із Джейн Фондою та Ванессою Редґрейв. Стрічка була прихильно прийнята світовими кінокритиками та здобула три «Оскари» на 50-й церемонії вручення. За рік Стріп погодилася на роль Лінди у військовій драмі Майкла Чіміно «Мисливець на оленів». Як пізніше зізнавалася Стріп, вона дала згоду зіграти у фільмі тільки через те, що одну з головних ролей в ньому виконував її партнер Джон Казале, вже смертельно хворий. Також у ньому грав Роберт де Ніро. Акторка не була зацікавлена в самій ролі і говорила, що «їм була потрібна дівчина між двома хлопцями, і нею стала я». Фільм став подією, він був номінований на дев'ять «Оскарів» і виграв п'ять із них, в тому числі і в категорії «Найкращий фільм». Сама Меріл Стріп висувалася в номінації «Найкраща жіноча роль другого плану», але програла Меггі Сміт. Крім премії Кіноакадемії, Стріп номінувалася і на «Золотий глобус», проте знову програла, цього разу Даян Кеннон. Завдяки фільму до Стріп швидко прийшов успіх, як серед критиків, так і з комерційної точки зору. У захват від гри Стріп прийшов кінокритик Дан Жарден, сказавши: «…Стріп — найкраща акторка всіх часів. Назавжди». З ним погодився Вінсент Кенбі (The New York Times): «Меріл Стріп, яку давно визнали за її перевтілення на сцені нью-йоркських театрів, показала приголомшливу акторську гру…».

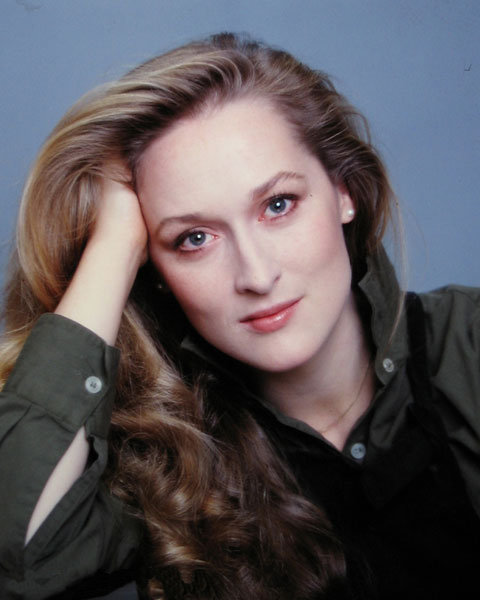
Меріл Стріп, 1979 рік

Того ж року в мінісеріалі Марвіна Чомські «Голокост» Стріп виконала роль німкені Інги Хельм, яка одружилася з єврейським художником Карлом Вайссом. Пізніше зазначала: «Я погодилася через гроші. Я мала в них велику потребу і не приховую цього». Мінісеріал був позитивно визнаний критикою і номінований на «Еммі» в 15 номінаціях (8 перемог) і три премії «Золотий глобус» (2 перемоги). За роль знедоленої німкені Стріп стала володаркою першої премії «Еммі» в категорії «Найкраща жіноча роль в міні-серіалі або фільмі». Після повернення з Німеччини, де акторка знімалася в «Голокості», вона виявила, що стан Джона Казале сильно погіршав, й увесь свій час до його смерті доглядала за ним. Казале помер від раку легенів 12 березня 1978 року. 
1979 року Меріл Стріп з'явилася у трьох картинах: романтичній комедії Вуді Аллена «Мангеттен», політичному трилері Джеррі Шацберга «Спокушування Джо Тайнена» та соціальній драмі Роберта Бентона «Крамер проти Крамера» з Дастіном Гофманом. Всі три фільми були дуже добре прийняті публікою і критикою і відзначені преміями. Останній фільм отримав 9 номінацій на «Оскар» і переміг у 5 з них, включаючи «Найкращий фільм». За роль дизайнерки Джоани Крамер, яка судиться з чоловіком через п'ятирічну дитину, Меріл Стріп здобула першу статуетку на 52-й церемонії вручення; крім цього, Стріп стала лауреаткою премії «Золотий глобус». Вінсент Кенбі назвав гру Стріп «однією з найбільш важливих за 1979 рік», а Дон Вілмотт вважав, що «саме цей фільм зробив з Меріл Стріп справжню зірку». Прикметно, що під час обговорення сценарію з продюсером Стенлі Джеффі, режисером Робертом Бентоном і партнером по знімальному майданчику Дастіном Гофманом Стріп наполягала, щоб її героїня була ближчою до реальних жінок, які стикаються з розлученням і судом, і не була «занадто злою». Всі присутні погодилися із запропонованим Стріп варіантом, і сценарій заново переписали.

### Другий «Оскар» та успіх у Голлівуді
Після здобуття «Оскару» Меріл Стріп стала затребуваною у Голлівуді й отримала безліч пропозицій зйомок. Першою у 1980-х роках стала роль Сари Вудраф в мелодрамі Карела Рейша «Жінка французького лейтенанта» за класичним романом Джона Фаулза. Разом зі Стріп грав тоді ще актор-початківець Джеремі Айронс. Злагоджена акторська робота принесла Стріп першу премію BAFTA, другий «Золотий глобус» і третю номінацію на «Оскар», в якій вона програла прославленій Кетрін Гепберн, що здобула рекордний 4-й «Оскар» в кар'єрі. 1982 року на екрани світових кінотеатрів вийшла драма Алана Пакули «Вибір Софії» (екранізації однойменного роману Вільяма Стайрона), в якій Меріл Стріп зіграла польку Софію Завістовську, яка пережила нацистську окупацію й емігрувала до США. У новому житті героїню Стріп переслідувало відчуття провини за загибель дітей у таборі (після прибуття туди німецькі солдати надали їй вибір: убити одразу сина або доньку) і за батька, який був переконаним антисемітом. Все це привело Софію до трагічного кінця. За цю роль Стріп здобула другий «Оскар» і третій «Золотий глобус». Авторитетний кінокритик Роджер Еберт так висловив свою думку про акторську гру Стріп:
За словами рецензентки The New York Times Джанет Маслін, Стріп досягла майже неможливого, втіливши героїню Стайрона досить переконливо для глядача, але зберігши весь закладений письменником масштаб персонажки. Успіх не полишив її й у наступній роботі в біографічному фільмі «Сілквуд», де Стріп втілила активістку Карен Сілквуд, працівницю фабрики з очищення плутонію, яка вступає в боротьбу з адміністрацією, винною у багатьох порушеннях технології і, як наслідок, в радіоактивному зараженні персоналу.

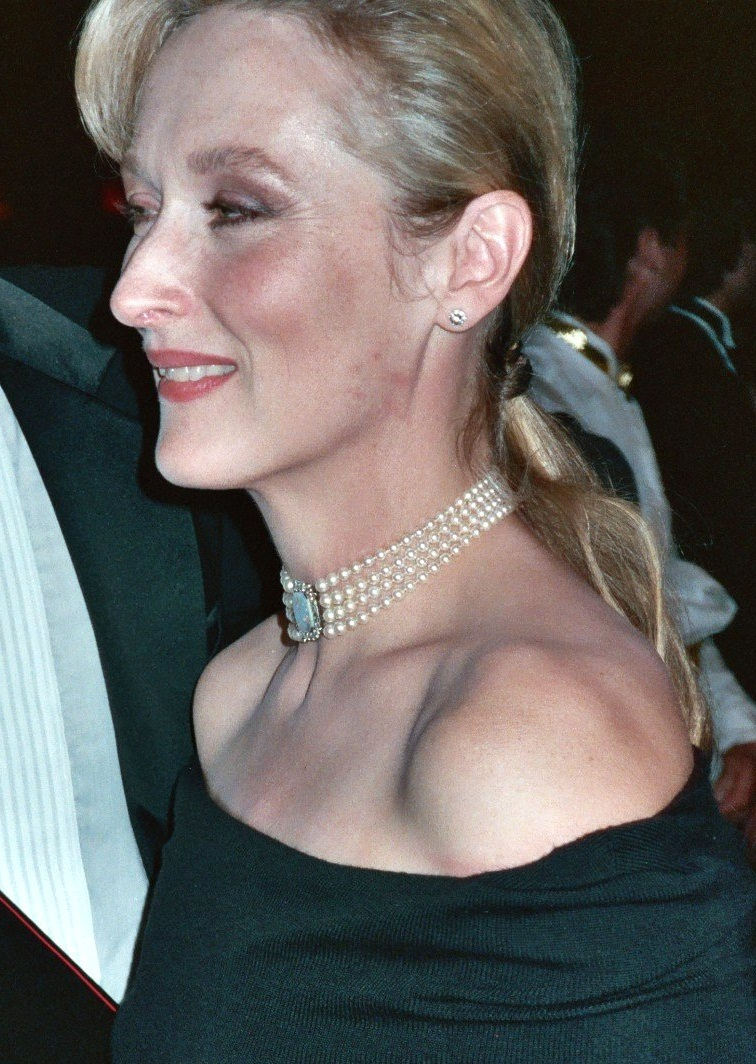
Меріл Стріп на церемонії вручення премії «Оскар», 1989 рік

1985 року Меріл Стріп перевтілилась в данську баронесу Карен фон Бліксен-Фінеке в драмі Сідні Поллака «З Африки». Фільм зібрав хорошу касу і безліч кінопремій, у тому числі 7 «Оскарів» і 3 «Золотих глобуси». Сама Стріп номінувалася на обидві премії та обидва рази поступилася — Джеральдін Пейдж і Вупі Голдберг. Попри численні номінації, світові критики переважно негативно сприйняли акторські роботи Роберта Редфорда. Більшість з них нарікали на відсутність «любовної хімії» між акторами, яка за сюжетом мала бути. Впродовж наступних двох років Стріп з'явилася в двох не звернених до широкої публіки картинах за участю Джека Ніколсона — «Ревнощі» Майка Ніколса і "Будяк "Гектора Бабенка, у яких співала на екрані, вперше від часів телефільму «Секретна служба» (1977).
Драма Фреда Скепісі «Крик у темряві» (1988) принесла акторці нові номінації на «Оскар» і «Золотий глобус», і єдиний в кар'єрі приз за найкращу жіночу роль Каннського кінофестивалю; Стріп програла «Оскар» Джоді Фостер і «Золотий глобус» Фостер, Сіґурні Вівер і Ширлі Маклейн. Стріп зіграла Лінді Чемберлен, засуджену за вбивство власної дитини, попри її твердження, що дитину викрала собака динго. Вінсент Кенбі назвав гру Стріп «незрівнянною»; з ним погодився і Роджер Еберт, додавши, що «Стріп зіграла ризиковано, але впевнено». Два роки по тому на широкі екрани кінотеатрів вийшла трагікомедія Майка Ніколса «Листівки з краю безодні», в якій Стріп зіграла наркозалежну акторку Сьюзен Вейл. Вчергове Стріп номінувалася на «Оскар» і «Золотий глобус», проте на обох церемоніях вручення статуетки дісталися іншим акторкам — Кеті Бейтс і Джулії Робертс. Після виходу «Листівок» акторка планувала створити феміністичний фільм «Тельма і Луїза» разом з подругою Голді Гоун, але через вагітність Стріп не змогла взяти участь у проєкті, і розробка картини відійшла Рідлі Скотту.
Біографка Карен Холлінгер описала 1990-ті роки як «абсолютний спад популярності фільмів за участю Меріл Стріп». Перша половина 1990-х виявилася найневдалішою в кар'єрі Стріп. Якщо за провальну комедію «Дияволиця» акторку висували на «Золотий глобус», то надалі невдачі переслідували Стріп по п'ятах. У першій половині 1990-х вона зіграла в таких провальних, за відгуками кінокритиків, картинах як «Захищаючи твоє життя» (1991), «Смерть їй личить» (1992), «Будинок духів» (1993), «Дика річка» (1994). Єдиним успішним проєктом серед них була драма Клінта Іствуда «Мости округу Медісон», в якій Стріп перевтілилася в добропорядну італійку Франческу Джонсон. Фільм Іствуда часто порівнюють з радянською мелодрамою Тетяни Ліознової «Три тополі на Плющисі».
Роль Франчески Джонсон принесла Стріп вже стандартні номінації на премії «Оскар» і «Золотий глобус», і вчергове вона поступилася — Сьюзен Серендон і Шерон Стоун. Акторську гру Стріп у цьому фільмі високо оцінили провідні кінокритики світу. Репортерка газети The New York Times Джанет Маслін заявила, що «це найкраща роль Меріл Стріп за останні роки»; залишившись незадоволеним фільмом, критик San Francisco Chronicle Мік Ласаль висловився так:
Ще однією стрічкою 90-х, що відбулася, стала телевізійна драма Джима Абрахамса «...Перше: не нашкодь», яка здобула позитивні відгуки критики. Крім того, за виконання ролі люблячої матері Лорі Реймаллер Меріл Стріп номінувалася на премії «Золотий глобус» і «Еммі» в категорії «Найкраща жіноча роль в міні-серіалі або телефільмі», однак поступилася Елфрі Вудард. Успішними проєктами Стріп кінця 90-х були «Кімната Марвіна» (номінація на «Золотий глобус») і «Справжні цінності» разом із «Музикою серця» (номінації на «Оскар», «Золотий глобус» і премію Гільдії кіноакторів США за обидва фільми). У «Кімнаті Марвіна» Стріп зіграла Лі, жінку, яка погодилася на трансплантацію кісткового мозку для сестри, в «Справжніх цінностях» — смертельно хвору матір родини Галденів, а в «Музиці серця» — самотню шкільну вчительку Роберту Гуаспарі, яка намагається налагодити власне життя після зради чоловіка.

### 2000-ні
2000-ні роки почалися для Меріл Стріп з озвучування Блакитної Феї в науково-фантастичній драмі Стівена Спілберга «Штучний розум». Того ж року, після двадцятирічної перерви, Стріп повернулася на сцену нью-йоркського театру Делакорте, де виконала роль Ірини Миколаївни Аркадіної у виставі за п'єсою Антона Чехова «Чайка». Режисером постановки став старий друг Стріп Майк Ніколс, якого вона довгий час переконувала поставити цей спектакль. Постановка і акторська робота Меріл Стріп удостоїлися позитивних відгуків від преси: репортер The New York Times Бен Брентлі сказав, що «Стріп зобразила портрет комічної жорстокості і ніжного розуміння».
Рік по тому акторка розпочала працювати над перетворенням у журналістку Сьюзен Орлеан у трагікомедії Спайка Джонза «Адаптація», за роль отримала четверту статуетку премії «Золотий глобус», а також номінації на премії «Оскар» і BAFTA. Стріп описала сценарій картини як «один з найбільш цікавих і неоднозначних сценаріїв… за останні роки» і вкрай хотіла зіграти у фільмі перед тим, як її затвердили на цю роль. Журналістка газети Access Atlanta Елеанор Рейнджел Гіллеспі сказала, що «Перевтілення Стріп — одне з найкращих цього року. Вона рухлива, елегантна і весела», а Пітер Рейнер, критик газети New York Movies, сказав, що «… Стріп ще ніколи не була такою відкритою і чуттєвою, як тут».

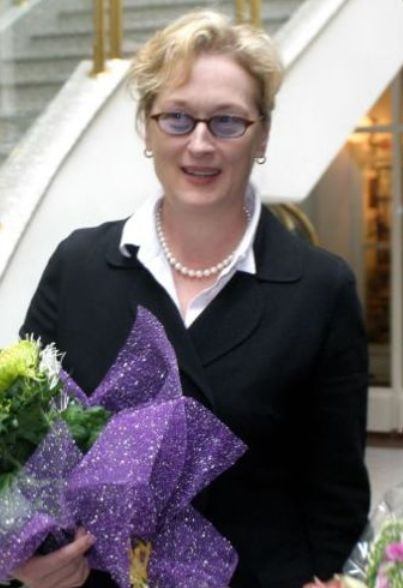
Меріл Стріп у Санкт-Петербурзі, 2004 рік

Того ж року Меріл Стріп з'явилася в феміністській драмі Стівена Долдрі «Години», де її партнерками по майданчику були Ніколь Кідман і Джуліанн Мур. Фільм здобув велику кількість кіновинагород, а всі три акторки здобули схвальну критику і спільну премію «Срібний ведмідь найкращій акторці» на 53-му Берлінському кінофестивалі. Персонажка Стріп — літературна редакторка Кларисса Воган, зайнята турботою про колишнього коханця Річарда, який вмирає від СНІДу. Акторку висували на премії «Золотий глобус» і BAFTA, однак на обох церемоніях вручення статуетки дісталися її колежанці Ніколь Кідман. Журналіст газети The Guardian Пітер Бредшоу свою думку про акторську гру Стріп висловив так:
Крім Бредшоу, позитивну думку про гру Стріп залишили Патрік Неш з сайту Three Movie Buffs («… Кідман і Стріп — блискучі акторки»), Лі Джонсон з журналу Hollywood («…Але це Стріп, яка без будь-якої допомоги вживається у свою персонажку настільки, що за найменшого руху ви бачите, що це — Кларисса») і Пітер Рейнер з газети New York Movies («Меріл Стріп показала хороший пробіг у цьому місяці: спочатку „Адаптація“…, а тепер „Години“, де її чутливість настільки виразна, що ви відчуваєте це, як ніби вона всередині вашої шкіри»).
У 2003 році Меріл Стріп взяла участь у єдиному проєкті — міні-серіалі Майка Ніколса «Янголи в Америці», де виконала чотири різні ролі — турботливої матері Ганни Пітт, американської шпигунки Етель Розенберг, рабинки Ісидор Чемельвітц і янголки Австралії. За ці перевтілення Стріп стала володаркою другої статуетки «Еммі» і п'ятого «Золотого глобуса». Через рік Стріп стала наймолодшою жінкою за всю історію існування Американського інституту кіномистецтва, яка здобула почесну премію «за життєві гідності». Того ж року акторка з'явилася в політичному трилері Джонатана Деммі «Маньчжурський кандидат» (номінації на «Золотий глобус» і BAFTA), а також сімейній комедії Бреда Сілберлінга «Лемоні Снікет: 33 нещастя».
Через два роки Меріл Стріп постала в образі Міранди Прістлі, владної дизайнерки і головної редакторки журналу «Подіум» у комедії Девіда Френкеля «Диявол носить Прада» (2006), що зібрала в прокаті понад 300 млн доларів. Прототипом Прістлі була редакторка Анна Вінтур, яка дійсно існувала, у зв'язку з чим Стріп намагалася зробити свою героїню наближеною до справжнього образу; спеціально для картини вона схудла на 10 кілограмів. Фільм добре прийняли кінокритики, які відзначали також акторську гру Меріл Стріп. Роб Гонсальвес з сайту EFilmCritic.com сказав, що «Стріп — набагато більша причина подивитися фільм, ніж всі його складові», а Джо Лозіто з сайту BigPictureBigSound.com висловив свою думку так: «Меріл Стріп додала цю роль до свого довгого списку акторських звитяг. Міранда вийшла ганебною і чуйною». Роль Прістлі принесла Стріп шосту статуетку «Золотого глобуса», а також номінації на премії «Оскар» та BAFTA.

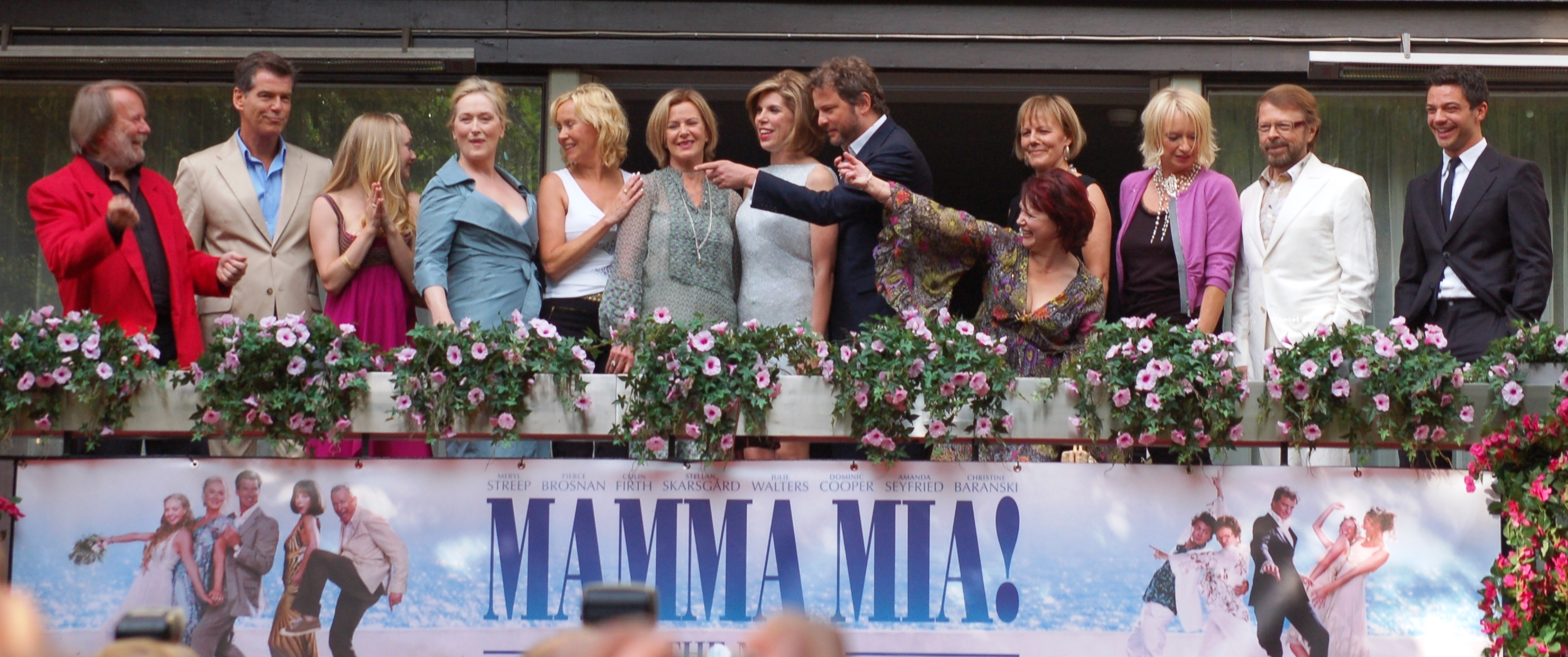
Меріл Стріп, увесь склад фільму «Мамма міа!» і чотири учасники гурту ABBA на прем'єрі, Швеція, 2008 рік

2008 року режисерка Філліда Ллойд розпочала підготовку до знімання мюзиклу «Мамма Міа!», На головну роль в якому запросила Меріл Стріп. Персонажка Стріп — матір-одиначка Донна, яка виховувала дочку Софі одна. Софі вирішує знайти батька, знаючи лише, що він — хтось із колишніх коханих Донни. Фільм зібрав у прокаті в усьому світі $ 609 млн, проте мав неоднозначні відгуки критики. У картині Меріл Стріп неодноразово співала й після виходу фільму навіть видала пісенний альбом, за який номінувалася на премію «Греммі». За роль Донни її висували лише на «Золотий глобус», проте статуетка відійшла до молодої акторки Саллі Хокінс. Попри це, критик журналу Slate Дана Стівенс назвала гру Стріп «енергійною», а репортер сайту FilmFreakCentral.com Волтер Чоу, навпаки, докоряв Стріп і сказав: «…Ймовірніше, що інопланетні паразити, які висмоктали мозок Меріл Стріп, коли вона погоджувалася на цю роль, зробили те саме і з моїми очима».
З останніх проєктів Меріл Стріп кінця 2000-х:
- Детективна драма Джона Патріка Шенлі[en] «Сумнів» (2008), у якій Стріп виконала роль сестри милосердя Елоїзи Бов'є. Номінації на «Оскар», «Золотий глобус» і BAFTA в категорії «Найкраща жіноча роль»[81][84][85]. Під час знімання фільму акторка зовсім не користувалася послугами стилістів і гримерів і не наносила макіяж[86].
- Трагікомедійний біографічний фільм Нори Ефрон «Джулі і Джулія: Готуємо щастя за рецептом» (2009), роль Стріп — знаменита письменниця Джулія Чайлд, яка написала книгу «Освоюючи мистецтво французької кухні[en]». Сьома статуетка премії «Золотий глобус», номінації на премії «Оскар» та BAFTA[87][88][89].
- Мелодраматична комедія Ненсі Меєрс «Як все заплутано»; Стріп перевтілилась у Джейн Адлер, матір трьох дітей і власницю ресторану в Санта-Барбарі. Номінація на премію «Золотий глобус» у категорії «Найкраща жіноча роль — комедія або мюзикл»[87].

### 2010-ті: третій «Оскар»

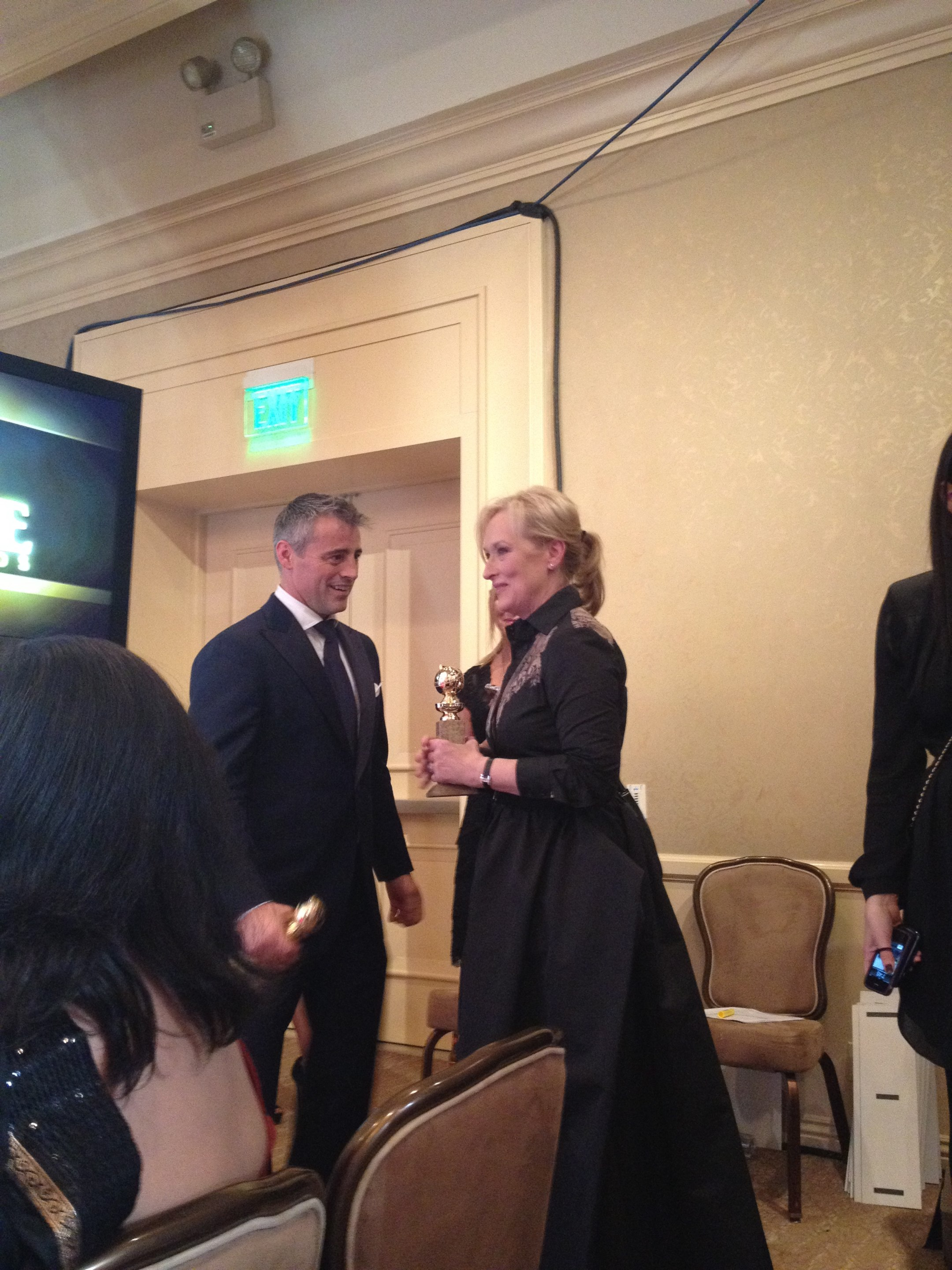
Метт Леблан і Меріл Стріп на 69-й церемонії вручення премії «Золотий глобус»

2011 року, у драматичному біографічному фільмі Філліди Ллойд «Залізна леді», Меріл Стріп зіграла прем'єр-міністерку Великої Британії Маргарет Тетчер. Попри більшість негативних відгуків колег Тетчер і її прихильників, критики хвалили акторську гру Стріп. Журналіст газети The Daily Telegraph Девід Грітті сказав, що «цього року всі можливі нагороди і премії дістануться Стріп». Ксен Брукс, який пише для газети The Guardian, назвав гру Стріп «дивовижною і бездоганною». За словами самої баронеси Тетчер, яка спочатку відмовилася дивитися картину, мотивуючи це тим, що з її кар'єри зробили «своєрідну розвагу», Меріл Стріп не змогла втілити на екрані реальний образ. 15 грудня 2011 року Голлівудська асоціація іноземної преси оголосила номінантів на 69-ту церемонію вручення премії «Золотий глобус»; за роль Тетчер Стріп удвадцятьшосте номінували на цю премію і увосьме стала володаркою статуетки, а також здобула другу статуетку премії BAFTA. Акторці також пророкували номінацію на премію «Оскар», на яку її зрештою висунули, вже всімнадцяте для неї. 26 лютого 2012 року Меріл Стріп утретє стала володаркою премії «Оскар», обійшовши найближчу суперницю Віолу Девіс.
14 лютого 2012 року Меріл Стріп здобула почесний приз Берлінського кінофестивалю — «Золотий ведмідь». Під час оголошення цієї новини директор фестивалю Дітер Косслік сказав, що «Меріл Стріп — блискуча, унікальна акторка, яка з легкістю балансує між драматичними і комедійними ролями».
Того ж року в прокат вийшли дві картини за участю Стріп — комедія «Весняні надії» режисера Девіда Френкеля, з яким акторка працювала шістьма роками раніше на знімальному майданчику «Диявол носить Prada», і масштабний документальний проєкт "У Арктику 3D ", в якому Стріп озвучила багато сторінок закадрового тексту. За участь в першій акторці та її основному напарнику Томмі Лі Джонсу пророкували чергові номінації на премію «Оскар», і хоча до шорт-листа Стріп не потрапила, роль принесла їй 27-му номінацію на «Золотий глобус».
«Здається, що Меріл Стріп приєднується до перегонів за „Оскар“ кожного разу, коли з'являється в [будь-якому] фільмі» — так починає свою замітку про нову картину зі Стріп «Серпень: Графство Осейдж» газета Daily Mail. У драмі режисера Джона Веллса акторка виконала роль матріарха великого сімейства, що зібралося разом на похоронах Беверлі Вестона — чоловіка героїні Стріп. Крім всіх проблем, що навалилися на неї, жінка до того ж дізнається, що хвора на рак. Прем'єра стрічки відбулася на міжнародному кінофестивалі в Торонто у вересні 2013 року, де акторську роботу Стріп традиційно зустріли захопленими відгуками критики. Акторку висунули на премію «Оскар» і «Золотий глобус», проте на обох церемоніях її обійшли Кейт Бланшетт і Емі Адамс.
У фільмі «У темному-темному лісі» персонажка Меріл Стріп — відьма, яка наклала закляття бездітності на пекаря і його дружину. Щоб повернути собі колишню красу, вона згодна зняти закляття в обмін на 4 речі. Після отримання ролі Стріп зізналася, що порушила своє правило «не грати відьом», оскільки їй здався проєкт Маршалла вельми привабливим. В інтерв'ю вона розповідала: «Коли мені виповнилося 40 років, упродовж року я отримала пропозиції зіграти трьох відьом. І нічого іншого. <…> Лише відьом. Я думала: „Боже, має ж бути інший шлях“». Перевтілення акторки принесло їй вже звичне визнання від кінокритиків і номінації на «Оскар» і «Золотий глобус».

## Громадська діяльність

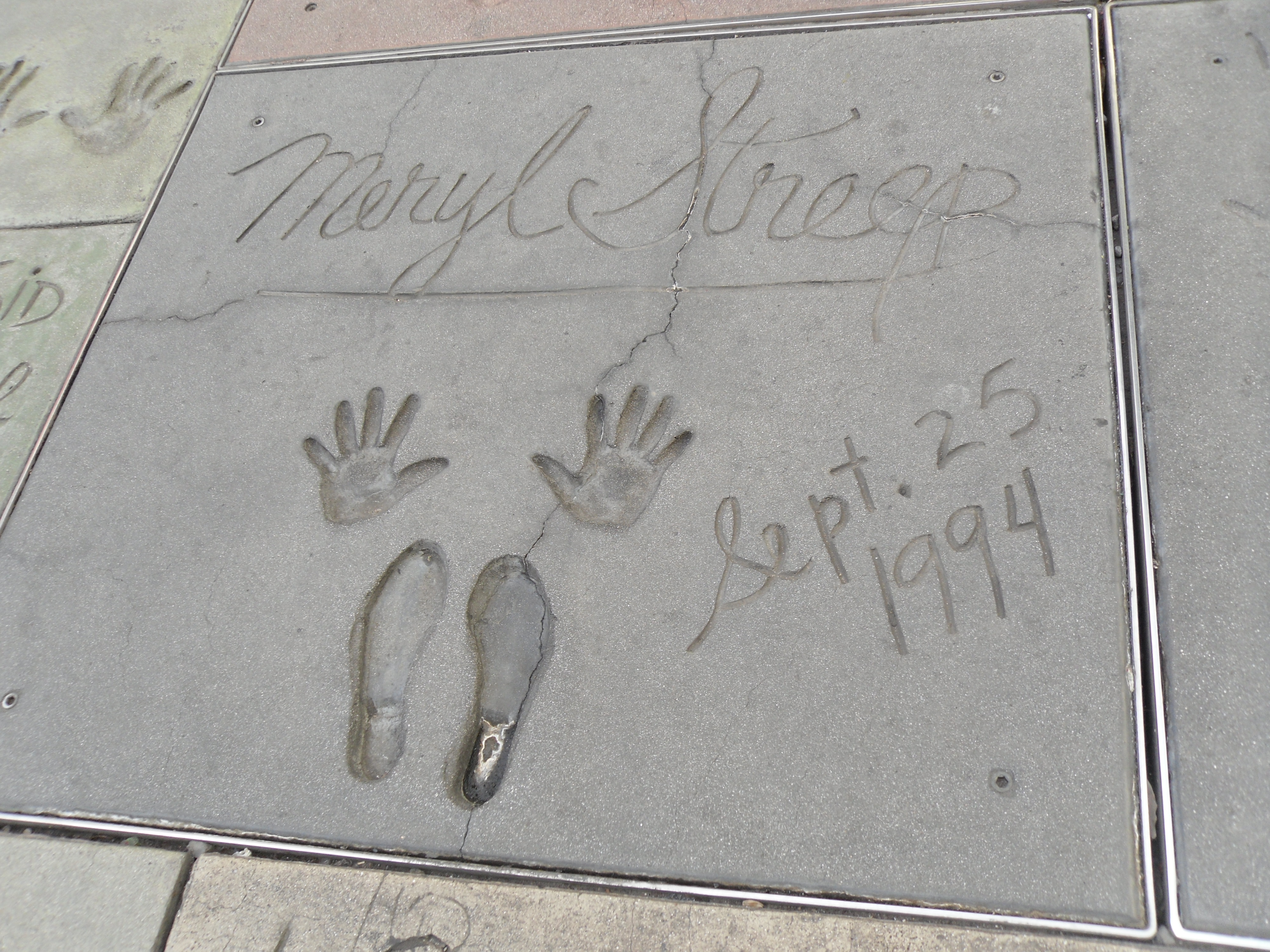
Відбитки рук і ніг Меріл Стріп перед Китайським театром TCL.

У 2001 році Меріл Стріп спільно з Ліамом Нісоном вела Нобелівський концерт. 2010 року увійшла до складу Американської академії мистецтв та літератури і була удостоєна почесного звання доктора мистецтвознавства у Гарвардському університеті.
Меріл Стріп є ораторкою Національного музею жіночої історії, у який внесла значну суму коштів і де вела численні заходи.
У 2017 році Меріл Стріп приєдналась до акції #FreeSentsov з вимогою звільнити кримського політв'язня Олега Сенцова.
2024 році підтримала кандідата від демократичної партії США Камалу Гаріс .

## Нагороди
Загалом Меріл Стріп отримала за свою роботу три «Оскари», приз Каннського кінофестивалю, дві премії Гільдії акторів кіно, чотири номінації на премію «Греммі», чотири премії «Еммі», дві премії БАФТА та номінацію на премію «Тоні». На премію «Оскар» її номінували 20 разів, більше, ніж будь-кого з акторів чи акторок. Вона отримала 6 премій «Золотий глобус», стільки ж як Анжела Лансбері та Джек Ніколсон. На цю премію Стріп номінували рекордні 30 разів, що б'є попередній рекорд (22 рази), який належав Джеку Леммону. Стріп належить до жменьки акторів, які зуміли отримати чотири основні премії у світі кіномистецтва: «Оскар», «Золотий глобус», премію Гільдії акторів кіно та БАФТА.
Більше можна дізнатися на сторінці «Список нагород та номінацій Меріл Стріп».